# 카사기 시즈코
카사기 시즈코(일본어: 笠置 シヅ子, 1914년 8월 25일 ~ 1985년 3월 30일)는 일본의 가수, 배우이다.